# Château de Wineck (Katzenthal)
Ne doit pas être confondu avec le château de Wineck (Dambach)
Pour les articles homonymes, voir Wineck.
Le château de Wineck est un monument historique situé à Katzenthal, dans le département français du Haut-Rhin.

## Localisation
Le château du Wineck est établi sur une colline située immédiatement au nord du village de Katzenthal, dans le Haut-Rhin. Cette position lui permet de contrôler le village ainsi que l’entrée du vallon du Dorfbach. Le château n’occupe que l’extrémité sud de la colline et est séparé du reste du sommet par un fossé taillé dans la roche.

## Historique
Le château du Wineck a probablement été construit vers 1200 et ne semble n’avoir alors été composé que d’un donjon en pierre entouré d’une palissade, avec un logis en bois. La première mention ne date cependant que de 1251, quand Ulrich de Ferrette en fait l’oblation à l’évêque de Strasbourg. Toutefois, en 1271, il est toujours entre les mains de la famille de Ferrette, qui le remet cette fois à l’évêque de Bâle. En parallèle, il est occupé depuis la première moitié du XIIIe siècle par la famille de Wineck, qui le tient en fief des Ferrette. À une date indéterminée au cours du XIIIe siècle, le château se voit considérablement amélioré par le remplacement de la palissage et du logis en bois par une enceinte et un bâtiment en pierre, tandis que le donjon est surélevé.
À l’extinction des Ferrette en 1324, le château entre dans le patrimoine des Habsbourg, qui remettent en 1340 le fief au Rathsamhausen à la suite de l’extinction de la famille de Wineck. En 1499, le château est décrit comme étant en ruines.
La ruine est acquise en 1864 par la Société pour la conservation des monuments historiques d’Alsace. L'édifice fait l'objet d'une inscription au titre des monuments historiques depuis le 11 octobre 1984, puis l'enceinte extérieure du château en 1991,.

## Architecture
Le château est composé de trois parties : le donjon carré, qui se trouve dans l’angle nord-ouest du château supérieur, où se trouvait également le logis, tandis que la basse-cour s’étend au sud et au sud-ouest. Un profond fossé taillé dans la roche sépare le château du reste de la colline au nord et à l’est. 
Élevé dès l’origine en pierre calcaire taillées avec un bossage, le donjon a été surélevé à deux reprises, la seconde surélévation étant bien visible par l’utilisation d’un chaînage en grès. À la différence de l’usage habituel des châteaux alsaciens, où le donjon est une construction uniquement défensive, celui du Wineck semble avoir été habité, ou à tout le moins a été doté de quelques éléments de confort comme des latrines et peut-être un poêle.